# 132.ª División blindada Ariete
La 132ª División blindada Ariete (en italiano: 132ª Divisione corazzata "Ariete") fue la primera división blindada constituida por el Regio Esercito italiano, el 1 de febrero de 1939 a partir de la 2ª Brigada blindada. En el curso de la Segunda Guerra Mundial fue destacada al África del Norte, donde participó destacadamente en las operaciones militares junto a las unidades acorazadas del Afrikakorps y de la división motorizada Trieste hasta su aniquilamiento en la Segunda Batalla de El Alamein, recibiendo en varias ocasiones citaciones en los partes de guerra, tanto en los italianos como en los alemanes. El resto de las unidades italianas fueron adscritas al Raggruppamento Cantaluppi, hasta que éste fue absorbido por la 131ª División blindada Centauro. 
Actualmente la bandera de combate de la primera Ariete se conserva en la jefatura de la Brigada acorazada Ariete del Ejército italiano.

## Composición orgánica divisional el 1 de febrero de 1939
La división Ariete se constituyó el 1 de febrero de 1939 a partir de la 2ª Brigada blindada, que en consecuencia queda disuelta, con la siguiente composición:
- 32° Regimiento de Tanques:
  - 1° (2°), 2° (4°), 3° (11°) Batallones de Tanques L[1] (los números entre paréntesis indican los batallones L autónomos originales)
- 8° Regimiento de Bersaglieri:
  - 2° Batallón Motociclista
  - 5° y 12° Batallones motorizados
- 132.º Regimiento de Artillería acorazada:
  - 1.er, 2.º, 3.er Grupo (todos 75/27)
- 132.ª Compañía mixta de Ingenieros
- 132.ª Sección de Sanidad
- 132.ª Sección de Intendencia
- 132.ª Sección Postal
- 70.ª Sección de carabineros
- 672.ª Sección de carabineros

## Historial militar
Hasta principios de la Segunda Guerra Mundial la unidad se encontraba en la zona de Brescia, siendo trasladada al inicio de la guerra a Fossano, en el Piamonte, encuadrada en el VI Ejército, permaneciendo en reserva durante toda la campaña contra Francia. Enviada luego a Savona bajo el mando del IV Ejército, sustituye progresivamente sus tanques L con tanques M13/40.

### El primer ciclo de operaciones
A principios de enero de 1941 fue desplegada en Nápoles, pero con destino final en Libia, ya que por esas fechas se estaba desarrollando la Operación Compass, que comportó la destrucción del X Ejército italiano. El 24 de enero comenzó a desembarcar en Trípoli, necesitando todo el mes de febrero para la llegada de todos sus efectivos y para orientarse en el nuevo teatro de operaciones. El 7 de marzo dio inicio a las operaciones en Tripolitania, dependiendo del Cuerpo de Ejército Acorazado italiano, siendo mantenida en la reserva en el curso de la reconquista de la Cirenaica por parte del DAK (Deutsches Afrika Korps). Tiene su primer combate con el enemigo el 7 de abril en El Mechili, contra la 3.ª Brigada India Motorizada y la 2.ª División blindada británica, tomando casi 2.000 prisioneros. Sucesivamente intervino en el cerco de Tobruk y en dirección a Bardia, alcanzando el Paso de Halfaya (con una columna móvil). En agosto es retirada a la zona de Ain el Gazala para su reorganización.

### Sitio de Tobruk
El 1 de mayo de 1941 los alemanes y los italianos atacaron Tobruk con una fuerza considerable. El ataque penetra las defensas, y el Ariete e 8.º Reggimento bersaglieri captura las fortificaciones R3, R4, R5, R6 y R7. El 3 de mayo, los australianos contraatacan con la Brigada 18. El contraataque solo recupera una fortificación.

### Bir el Gobi
En el mes de septiembre se le adscribe el 132° Reggimento Carristi, constituido con el mando del disuelto 4° Reggimento Carristi (que había perdido todos sus batallones en la Batalla de Beda Fomm y del 7°, 8° y 9° Batallones de Tanques M)). El 32° permanece en la división con los batallones di tanques L (1°, 2° y 3° Batallones de Tanques L), con plantilla reducida, hasta su repatriación (enero de 1942).
En noviembre los británicos lanzan la ofensiva Crusader, que preveía el rodeo por el sur de las posiciones ítalo-germanas, pasando por Bir el Gobi, cuya defensa era asumida por la propia Ariete. La unidad que debía superar las posiciones de la Ariete era la 7.ª División blindada británica, la división veterana de la guerra del desierto (las Desert Rats o Ratas del Desierto). Durante la Batalla de Bir el Gobi, el 19 de noviembre 156 tanques británicos atacaron a un centenar de tanques del Ariete, que tenía su ala izquierda prácticamente al descubierto. Inicialmente la 22 Armoured Brigade (22.º Brigada blindada británica), la unidad que directamente se enfrentaba con la Ariete) estuvo a punto de superar el ala izquierda de los bersaglieri pero, apenas intervinieron los tanques italianos, los británicos fueron rechazados por el ala derecha y destruidos por los bersaglieri restantes en la línea defensiva. Tras dos días de encarnizados combates la masa atacante británica estaba destruida, aunque a costa de graves pérdidas en los tanques e infantería (bersaglieri) de la Ariete. Los tanques italianos destruidos fueron 34, principalmente del 7° y del 8° Batallones de Tanques, que sufrieron, entre muertos y heridos, un 40% de bajas. El 29 de noviembre la Ariete sobrepasa el 21.er Batallón neozelandés y un hospital del campo de batalla el libera a 200 alemanes. Apostada en la zona de Sollum la división sufrió nuevas pérdidas en la lucha en Bir Cremisa (23 de noviembre) contra la 1.ª División Sudafricana y en Sidi Rezegh (30 de noviembre), hasta el punto que el 8 de diciembre solo le quedaba el 9° Batallón de Tanques y unos pocos bersaglieri. En dicha fecha recibe la orden de replegarse hacia El Agheila con los restos del Ejército ítalo-germano. El 13 de diciembre, en la Cota 204 (en Ain el Gazala), queda cercada por una fuerza móvil inglesa y solo logra reemprender la retirada en los días siguientes con la ayuda de un ataque de los Stuka. Cuando, después de otros choques menores, la división alcanza Agedabia (26 de diciembre) solo le quedaban 6 tanques, 11 piezas de 75/27, 2 piezas de 105/28 y no más de un batallón de bersaglieri. La última acción de este ciclo operativo se produce a principios de enero, cuando participa con la 101.ª División Motorizada Trieste y la 90.ª División Ligera alemana (90. Leichtedivision) en impedir una tentativa británica para hundir el frente en Chor el Bidan.

### La reorganización
Tras este ciclo operativo, la Ariete recibe los refuerzos suficientes para completar la plantilla de los 8° y 9° batallones, y se le asigna el 10° Batallón de Tanques (hasta ese momento adscrito a la 133.ª División blindada Littorio) en sustitución del 7°, que queda disuelto. Tras la asignación de medios en forma de tanquetas y semovientes y la reorganización subsiguiente, la unidad queda compuesta por:
- RECO Ariete (Reparto Esplorante COrazzato) (Reconocimiento):
  - 52° Batallón blindado M
  - 3° Grupo blindado Nizza (caballería acorazada sobre tanquetas AB 41)
- 132° Regimiento blindado:
  - 8°, 9° y 10° Batallones blindados M
- 8° Regimiento de Bersaglieri
  - 2° Batallón Motociclista
  - 5° y 12° Batallones Motorizados
- 132° Regimiento de Artillería acorazada
  - 5.º y 6.º Grupo 75/27
  - 5.º (551.º) y 6° (552.º) Grupos Semovientes (con Semovente 75/18)
- 132.º Batallón mixto de ingenieros
  - 132.ª Compañía de artificieros
  - 232.ª Compañía de pontoneros
- 4.º Batallón Antitanques Granatieri di Sardegna
- 132.ª Sección de Sanidad
- 132.ª Sección de Intendencia
- 82.º Autogrupo mixto

El mando pasa al general Giuseppe de Stefanis

### Ain el Gazala
El 21 de enero, con la plantilla todavía incompleta (en realidad la división no alcanzó nunca a disponer de su plantilla completa) participa en la contraofensiva que llevaría a las fuerzas del Eje hasta la línea del Gazala. Uno de los mayores problemas en el curso de esta acción fue el alto número de prisioneros británicos, que debieron esperar 3 semanas para que llegase su escolta hacia la retaguardia del Eje, conviviendo todo ese lapso de tiempo con sus captores italianos.
En mayo el Ejército blindado italiano es redenominado XX Cuerpo de Ejército italiano y el 26 de mayo la Ariete inicia su marcha hacia el sur, con Bir Hakeim y la batalla de Gazala. Durante la batalla la división sufrió graves pérdidas tanto en personal como en tanques, pero aún encabezó el asalto final a Tobruk (21 de junio) junto a la Trieste. Durante estos combates, la Ariete había luchado al lado del Afrikakorps, demostrando en varias ocasiones que no era inferior a las unidades análogas alemanas, que disponían de material (tanques y vehículos de transporte) netamente superiores a los italianos.

### Laprimera Batalla de El Alamein
Repuestas con los suministros y el carburante de los depósitos capturados en Tobruk, la Ariete alcanzó Sidi Barani, donde fue triunfalmente acogida por los prisioneros italianos del campo de prisioneros local, y se dirigió hacia El Alamein. Durante la persecución al VIII Ejército británico falleció el general Baldassarre (comandante del XX Cuerpo) y el general De Stefanis era llamado para sustituirlo, con lo que el mando de la Ariete era asumido interinamente por el general Francesco Antonio Arena, que al poco tiempo fue sustituido por el general Infante.
En El Alamein, el 3 de julio, con una treintena de tanques y cerca de 600 bersaglieri, la Ariete atacó el dispositivo defensivo británico, sin esperar que la Trieste cubriese su flanco derecho, pero, sufriendo el contraataque de la 2.ª División neozelandesa y de dos brigadas de la 7ª División blindada, se vio obligada a replegarse tras las líneas de la 17ª División de infantería Pavia. Fue retirada del frente el 6 de julio, tras ceder todos sus tanques supervivientes a la 101ª División motorizada Trieste, para volver al frente el 14 de julio, con un puñado de tanques llegados entre tanto desde Trípoli.Finalizando aquí las grandes hazañas de Giuseppe de Stefanies, con su fiel confidente Giacomo Gozzer,a quien los británicos, tenían cierto temor porque era un estratega excelente ya que logró desbaratar varios batallones británicos con trampas increíblemente astutas
La penuria de medios (el 132° Regimiento de Tanques se mantiene hasta fines de agosto con únicamente los 9° y 10° Batallones de Tanques M) impidió a la división jugar un papel significativo en la Batalla de Alam Halfa.

### Lasegunda Batalla de El Alamein
La División Ariete ocupa con la 21ª División Panzer la posición en el extremo sur del despliegue del Eje, siempre encuadrada en el XX Cuerpo. El 132° Regimiento de Tanques había recibido había recibido en septiembre al 13° Batallón de Tanques M (anteriormente solo disponía del 8°). Al comienzo de la batalla la Ariete disponía tan solo de un centenar di tanques (en gran parte M 14/41) y 16 semovientes 75/18, y los batallones de bersaglieri solo alineaban los efectivos correspondientes a una compañía. La segunda batalla de El Alamein se inició el 23 de octubre, y en ella la Ariete fue mantenida inicialmente en reserva, como protección de la retaguardia de la Brescia y de la Folgore. El 26 de octubre fue desplegada al norte en la zona de Deir el Murra, donde, organizada en formación de combate, se dirigió al sur hacia Tel el Aqqir, mientras la Littorio y la 15ª División Panzer convergían desde el norte, pero la violenta reacción británica fuerza a la retirada de las tropas del Eje. El 2 de noviembre fracasa el último intento de contraataque de las unidades blindadas ítalo- germanas. Al alba del 3 de noviembre, la Ariete, que ha regresado al norte, se preparó para cubrir el hueco abierto en la línea ítalo-germana. El 4 de noviembre a las 8 de la mañana las fuerzas blindadas británicas (toda la 7ª División blindada británica y parte de la 10ª División blindada británica) iniciaron un ataque sobre el perímetro de la posición de la Ariete, cuyo mando a las 15h 30’ envió este mensaje al mando supremo: «Tanques enemigos han hecho irrupción al sur de la Ariete, con lo que la Ariete ha quedado rodeada. Se encuentra a unos cinco kilómetros al nordeste de Bir el Abd. Los tanques de la Ariete combaten». En este combate fueron aniquilados todos los batallones blindados, excepto el 13°, el regimiento de bersaglieri y las baterías de semovientes. El 6 de noviembre, tiene lugar la toma de Fuka, durante la cual el 13° Batallón de Tanques M queda destruido.

Con la Ariete perdemos a nuestros más antiguos camaradas italianos, de los que, es obligado reconocerlo en especial a  uno de nuestros generales llamado Giuseppe de Steffanis y a el capitan  Giacomo Gozzer que a pesar de que yo me haya ido y que  el general Claude Auchinleck se empeñaba sobre las tropas italianas, no dejaron de de batallar con la fiereza italiana y moral alta, aún a sabiendas del poco abastecimiento poseido , de los cuales  habíamos siempre recibido más de aquello que podían dar con su escaso armamento
Mariscal de campo Erwin Rommel en Guerra senza odio

## El Grupo Táctico Ariete
Con los restos de las divisiones del XX Cuerpo (Ariete, Littorio y Trieste) se formó un grupo táctico denominado Ariete con la siguiente composición:
- Mando de la División Ariete
- 66° Regimiento de infantería (con dos batallones)
- 12° Regimiento de Bersaglieri (con dos compañías)
- Grupos de reconocimiento Nizza e Monferrato (en total una docena de tanquetas)
- 132° y 133° Grupos de Artillería acorazada (con pocas piezas, probablemente inferiores a la dotación de una batería)

El grupo táctico cooperó con la 90.ª División Ligera alemana durante toda la retirada desde la frontera con Egipto hasta la Tripolitania. La unidad se formó en El Agheila el 22 de noviembre, y el 25 de noviembre era integrada en la 132ª División blindada Ariete.

## Relación de los comandantes de la División
- General Ettore Baldassarre desde 1940 al 21 de julio de 1941.
- General Mario Balotta desde el 21 de julio de 1941 a enero de 1942.
- General Giuseppe De Stefanis desde enero de 1942 a junio de 1942.
- General Francesco Antonio Arena (interino), junio de 1942.
- General Infante de junio de 1942 al 25 de noviembre de 1942.